# Enhydrosoma migoti
Enhydrosoma migoti är en kräftdjursart som beskrevs av Albert Monard 1928. Enhydrosoma migoti ingår i släktet Enhydrosoma och familjen Cletodidae. Inga underarter finns listade i Catalogue of Life.